# Naumburger Fürstentag (1614)
Der Naumburger Fürstentag von 1614 war der letzte Fürstentag, der vor dem Beginn des Dreißigjährigen Krieges einberufen wurde.
Es wurden dabei Festlegungen bei Erbstreitigkeiten getroffen, die letztlich von Erfolg gekrönt waren. Am 27. März 1614 vollzog sich der Einmarsch protestantischer Fürsten in Naumburg. Es reisten an diesem Tage u. a. Kurfürst Johann Sigismund von Brandenburg mit seinen Brüdern Markgraf Johann Georg und Christian Wilhelm, dem Erzbischof von Magdeburg, sowie drei Landgrafen von Hessen an. Natürlich jeweils mit einem riesigen Gefolge. „Da zog es auf Rossen, in Himmelskutschen und Karreten zu allen Thoren ein, Kurfürsten und Herzoge, Grafen und Herrn, Hofleute und Junker, Pagen und Trabanten, Reisige und Dienerschaft, ein Troß den anderen an edlem Schmuck und Farbenglanz überbietend.“ Einen Tag später mit einem riesigen Gefolge erschien der Kurfürst von Sachsen Johann Georg I. von Sachsen. Am Mittwoch, dem 30. März 1614, wurde im Rathaus der feierliche Akt der Erbverbrüderung der sächsischen, brandenburgischen und hessischen Fürstenhäuser vollzogen. Die Fürsten reisten vom 4. bis zum 6. April 1614 wieder ab. Es waren zwar nur Vertreter aus drei Fürstenhausern statt acht erschienen, jedoch wurde reichlich Glanz und Gloria verbreitet. Einer der Streitpunkte dürfte der Übertritt zur reformierten Konfession von Johann Sigismund von Brandenburg gewesen sein.
Im Jahre 2014 wurde des 400. Jahrestags des Naumburger Fürstentags in Naumburg gedacht.